# FTSV Kostebrau
Der FTSV Kostebrau war ein deutscher Sportverein mit Sitz in Kostebrau, das heutzutage ein Stadtteil der brandenburgischen Stadt Lauchhammer ist.

## Geschichte
In der Saison 1929/30 konnte sich die Mannschaft als Teilnehmer aus Ostdeutschland für die Endrunde der ATSB-Fußball-Meisterschaft qualifizieren. Im Halbfinale scheiterte die Mannschaft dann allerdings am TSV Nürnberg-Ost mit 1:2. Spätestens nach der Machtergreifung der Nationalsozialisten wurde der Verein dann aber aufgelöst.